# Expérience de Davisson-Germer

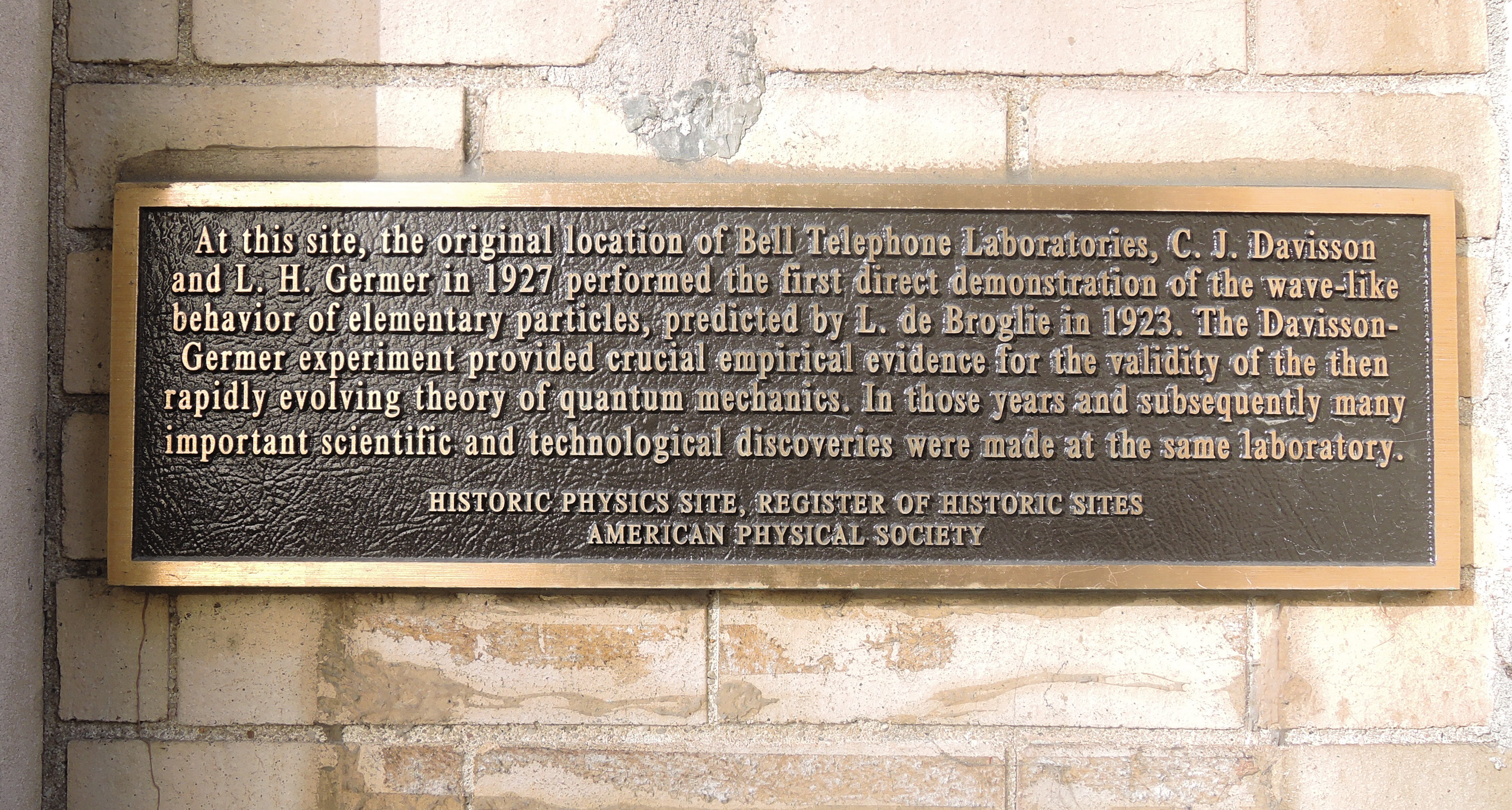
Plaque commémorative aux Laboratoires Bell.

Pour les articles homonymes, voir Davisson et Germer.
En physique quantique, l'expérience de Davisson-Germer a fourni une preuve critique qui confirme l'hypothèse de De Broglie postulant que les particules, comme les électrons, pouvaient se comporter comme des ondes (dualité onde-corpuscule). De manière plus générale, elle a aidé à étayer l'acceptation de la mécanique quantique et de l'équation de Schrödinger.

En 1927, Clinton Davisson et Lester Germer ont bombardé une cible de nickel cristallin par des électrons lents de 54 électron-volts, soit une vitesse de 4 000 km/s. La dépendance angulaire de l'intensité électronique réfléchie a été mesurée, et sa figure de diffraction a été identifiée comme identique à celle prédite par William Henry Bragg et William Lawrence Bragg pour les rayons X.
Cette expérience, comme celle d'Arthur Compton prouvant la nature corpusculaire de la lumière, appuya l'hypothèse de De Broglie sur la nature ondulatoire de la matière, et compléta l'hypothèse de dualité onde-particule, qui fut une étape fondamentale dans la construction de la théorie quantique.

## Calcul

Schéma de principe de la diffraction d'un faisceau d'électrons sur le réseau cristallin de nickel.

La formule donnant la longueur d'onde de de Broglie en fonction de la vitesse est :
{\displaystyle \lambda ={\frac {h}{mv}}}
La vitesse v d'un électron de charge e et de masse m, accéléré par une tension V est, aux faibles vitesses :
{\displaystyle v={\sqrt {\frac {2eV}{m}}}}
On en tire :
{\displaystyle \lambda ={\frac {h}{\sqrt {2meV}}}}
Avec
{\displaystyle h=6,6.10^{-34}J.s}
{\displaystyle m=9,1.10^{-31}kg}
{\displaystyle e=1,6.10^{-19}C}
{\displaystyle V=54V}
La formule de Bragg
{\displaystyle 2d\sin \theta =n\cdot \lambda }
avec 
- d = distance interréticulaire, c'est-à-dire distance entre deux plans cristallographiques ;
- θ, angle de Bragg = demi-angle de déviation (moitié de l'angle entre le faisceau incident et la direction du détecteur) ;
- n = ordre de diffraction (nombre entier) ;
- λ = longueur d'onde des rayons X.

donne l'angle de diffraction en fonction de la distance interréticulaire et de la longueur d'onde. 
{\displaystyle d={\frac {n\cdot \lambda }{2\sin \theta }}}
Dans l'expérience de Davisson et Germer sur un monocristal de nickel, la longueur d'onde correspondant à la déviation d'intensité maximale est de 0,166 nm pour une tension d'accélération de 54 V. Le paramètre cristallin du nickel est a = 0,215 nm.
L'angle entre le rayon incident et le rayon diffracté étant de 50°, l'angle de Bragg vaut θ = (180 - 50)/2 = 65° dont le sinus vaut 0,9. La formule précédente devient, pour n = 1 :
{\displaystyle d={\frac {n\cdot 0,166}{2\cdot 0,9}}=0,092\ nm}
Cette valeur est inférieure au paramètre cristallin, ce qui veut dire que les plans cristallographiques en jeu sont inclinés par rapport au réseau cubique. Un réseau à 45° ne fait pas l'affaire non plus, car l'écartement des plans réticulaires est de 0,707 fois le paramètre cristallin, soit 0,152 nm. En prenant les diagonales du rectangle construit sur une demi-maille, l'inclinaison de la diagonale est l'angle dont la tangente est 1/2. L'écartement des plans réticulaires s'obtient en calculant la hauteur du triangle rectangle construit sur cette demi-maille. La diagonale de la demi-maille est, selon le théorème de Pythagore :
{\displaystyle a{\sqrt {(1/2)^{2}+1^{2}}}={\frac {a{\sqrt {5}}}{2}}}
On peut maintenant calculer l'écartement d des plans réticulaires grâce à la surface du triangle. Son aire est :
{\displaystyle {\frac {a{\sqrt {5}}}{2}}h={\frac {a}{2}}a}
d'où 
{\displaystyle h={\frac {a}{\sqrt {5}}}={\frac {0,215}{2,236}}=0,096\ nm}
ce qui est en accord avec la valeur expérimentale de 0,092 nm.